# Gunnar Sønsteby
Gunnar Fridtjof Thurmann Sønsteby DSO (Rjukan, Noruega, 11 de enero de 1918 - Oslo, Noruega, 10 de mayo de 2012) fue uno de los miembros más destacados del movimiento de resistencia noruega durante la ocupación de Noruega por la Alemania nazi durante la Segunda Guerra Mundial. También es la persona más condecorada de su país, siendo la única persona galardonada con la Cruz de Guerra con tres espadas, la más alta condecoración militar de Noruega.

## Biografía
Sønsteby nació en Rjukan (Telemark)  era hijo de Margit y Gustav Sønsteby. El padre trabajó durante casi 40 años en las fábricas de salitre de Rjukan y la madre dirigió un negocio de costura desde el piso familiar. Ella era de una familia de agricultores en Heddal. Al crecer, Sønsteby pasó mucho tiempo en las montañas que rodean la ciudad industrial. Ya desde los doce años, salía a dar largos paseos por  las montañas alrededor de Rjukan con sus amigos de la escuela. Muchos de sus compañeros de clase y de viaje se convirtieron más tarde en combatientes activos de la resistencia. Entre los miembros de su clase de graduados en 1937, se encontraban más tarde combatientes de la Resistencia noruega como Knut Haugland, Halvor Rivrud, Olav Skogen, Leif Nilsen, Rolf Solem, Knut Berge y Einar Nordgaard.
Después de graduarse en el Gymnasium en 1937, se mudó a Oslo. Al año siguiente comenzó a estudiar economía social en la Universidad de Oslo. Aquí prestó su primer servicio en la Guardia del Rey de Su Majestad .En 1940 participó en los combates en el sur de Noruega. En 1941 fue reclutado por el servicio especial británico SOE (" Special Operations Executive"). Se convirtió en el contacto directo de SOE con los grupos de resistencia noruegos en el área de Oslo. Posteriormente se fue a Gran Bretaña y pasó a formar parte del Kompani Linge. Regresó a Noruega a finales de 1943 como operador de la dirección central (SL) de Kompani Linge y Milorg, y como líder del grupo de acción de SL desde la primavera de 1944 hasta 1945 llevó a cabo una serie de acciones audaces contra la potencia ocupante alemana y el gobierno de ocupación noruego durante la Asamblea Nacional.    
Para evitar el arresto, Sønsteby utilizó varios seudónimos. El más conocido de ellos fue el "N°24", pero en casa y entre las autoridades noruegas en Gran Bretaña y Suecia también se le conocía como: Gunnar Lier, Krogh, Erling Fjeld, Hornillo de camping, o el kjakan".
Después de la liberación, Sønsteby se convirtió en el participante de guerra más condecorado del país y se distinguió como un fiel amigo defensor de la causa de los veteranos de guerra. Con el libro "Informante del N°24" y a través de sus posteriores conferencias y actividades de difusión, no sólo se convirtió en una celebridad nacional, sino casi en un ícono de la resistencia popular de la resistencia noruega.

## Participación en la Segunda Guerra Mundial
A primera hora de la tarde formó parte de una multitud de espectadores que observaban el paso de las tropas alemanas por Noruega. Animado por la noticia de los combates al norte de Oslo, decidió luchar y viajó a Hadeland. Se alistó en una compañía bajo el mando del capitán Philip Hansteen. Cuando Hansteen cayó en los combates en Bjørgeseter el 17 de abril, las formaciones restantes fueron transferidas a la compañía de esquiadores de Sten Abel. Junto con otras divisiones noruegas, la compañía de Sønsteby se retiró al norte, hacia Vardal y Snertingdalen, cerca de Oslo. La nueva retirada terminó a principios de mayo en Gausdal. Durante esta campaña, Sønsteby había contraído Bronquitis. Se convirtió en una Neumonía grave, y tras regresar a Oslo, tuvo que permanecer una larga estancia en el Hospital de Uleval.  

## La lucha en la resistencia
Sønsteby trabajaba como contable cuando ocurrió la Ocupación de Noruega por la Alemania nazi en 1940. Las fuerzas armadas regulares de Noruega  se rindieron el 10 de junio de 1940, después de dos meses de combates y el país fue ocupado posteriormente por los alemanes. Rápidamente se unió a las fuerzas de la Resistencia Noruega en Ostlandet. Luchó en la compañía de esquí de Philip Hansteen. También participó en la prensa clandestina.
En el otoño de 1940, Sønsteby se incorporó al círculo de un conocido de su misma edad que vivía justo enfrente del apartamento de Sønsteby. El vecino era Max Manus, que trabajaba en el periódico clandestino "Vi vil oss et land" (Queremos un país), y durante un breve tiempo se convirtió en miembro de pleno derecho del grupo periodístico ilegal. En el invierno de 1941, Sønsteby trabajó como asistente de auditoría men Rjukan, pero la estancia duró poco y ya en la primavera le esperaba un nuevo trabajo en una empresa contable en Oslo y, con ello, también nuevos viajes. En nombre de Knut Møyen y otros pioneros centrales de Milorg, Sønsteby viajó varias veces a Telemark para establecer contactos entre los líderes locales de Milorg en Kongsberg, Porsgrunn, Notodden y Rjukan. Durante el verano también se reunió con su amigo Knut Haugland, quien, con su experiencia en radio, estaba ocupándose de planes para establecer un enlace de radio con Gran Bretaña.
Fue condecorado por su labor como combatiente de la resistencia noruega durante la Segunda Guerra Mundial. Conocido también como Kjakan (barbilla) y N.º 24, participó en la resistencia desde 1940. En abril de 1940, durante la invasión alemana de Noruega, Sønsteby vivía en Oslo y luchó en la Philip Hansteens Skiløperkompani.
En 1941 fue incorporado a la unidad militar secreta británica llamada Special Operations Executive (SOE), en su oficina de Estocolmo. Se convirtió en el "Agente 24" de la SOE. Mientras estaba en una misión en Estocolmo en 1942, fue internado y encarcelado durante tres meses por la policía sueca, pero logró convencerlos de que no era el mismo Gunnar Sønsteby a quien buscaban. De regreso a Noruega en 1943, fue capturado por la Gestapo, pero logró escapar y huir a Suecia. Desde allí, fue enviado a Gran Bretaña, donde en junio de ese año se alistó (después de pasar por un proceso de formación en Inglaterra) en la Kompani Linge (Compañía independiente noruega 1), que se formó para participar en operaciones dirigidas por los británicos en Noruega para organizar, instruir y dirigir el Movimiento de Resistencia Noruego para servir como enlace entre el frente interno y el mundo exterior, y para realizar trabajo de inteligencia. Este grupo llevó a cabo varios actos de sabotaje, entre ellos el contrabando de placas para imprimir coronas noruegas del Banco Central de Noruega y la voladura de la Oficina Noruega de Trabajos Forzados para así detener los planes nazis de enviar jóvenes noruegos al Frente Oriental.En octubre, saltó en paracaídas sobre Noruega y se convirtió en líder del grupo Milorg. En ese mismo mes también se convirtió en jefe de la recién creada Banda de Oslo, un grupo de sabotaje, cuyos otros miembros eran Andreas Aubert, Viggo Axelsen, Gregers Gram, Henrik Hop, William Houlder, Max Manus, Martin Olsen, Arthur Pevik, Birger Rasmussen, Tor Stenersen, y Edvard Tallaksen. El historiador británico William Mackenzie llamó a la Banda de Oslo "el mejor grupo de saboteadores de Europa".
Tras recibir entrenamiento como saboteador en Inglaterra en 1943, se convirtió en el contacto de todos los agentes de la SOE en el este de Noruega y en jefe del grupo de la Compañía Independiente Noruega 1 en Oslo.
En 1945 fue galardonado con el Distinguished Service Order británico. En la recomendación para obtener este premio, además del ataque contra la oficina de empleo,  se menciona el robo de 75.000 libretas de racionamiento, que permitió ejercer presión sobre las autoridades, y así, poner fin a la amenaza de recortar las raciones; la destrucción de centros de producción de ácido sulfúrico en Lysaker; la destrucción o avería grave de más de 40 aviones y otros equipos en reparación en un depósito de una empresa de tranvías en Korsvoll; la destrucción de una locomotora de ferrocarril que estaba en reparación en Skabo; la destrucción de varias armas Bofors, un cañón de campo y herramientas en la fábrica de armas de Kongsberg, y el incendio de un depósito de aceite en el puerto de Oslo que destruyó grandes cantidades de aceite lubricante y otros aceites especializados, que utilizaban las maquinarias de guerra.
Al operar en territorio ocupado y estar en una posición prominente en la lista de hombres más buscados de la Gestapo, Sønsteby se convirtió en un maestro del disfraz. Operó con alrededor de 30 a 40 diferentes nombres e identidades, y los alemanes no conocieron su verdadero nombre hasta cerca del final de la guerra. Nunca pudieron atraparlo.

## Actividades tras la guerra
Después de la guerra, Sønsteby se trasladó a los Estados Unidos, donde se matriculó en Harvard Business School. Antes de regresar a Noruega también trabajó en el negocio petrolero. Allí continuó su carrera en empresas privadas. A lo largo de los años de posguerra y, en particular, después de alcanzar la edad de jubilación, Sønsteby participó en una gran cantidad de conferencias brindando información e impartiendo conferencias sobre la Segunda Guerra Mundial a las generaciones futuras.
El Capitán (Kaptein) Sønsteby es la única persona galardonada con la Cruz de Guerra con tres espadas, o, más exactamente, la Cruz de Guerra con una espada y dos espadas. Los tres premios le fueron concedidos en 1946.
El 13 de mayo de 2007, le erigieron una estatua en Solli Plass, Oslo. La estatua fue esculpida por Per Ung y retrata a Sønsteby a los 25 años de edad, de pie junto a su bicicleta. La estatua fue inaugurada por el rey Harald V de Noruega.
Al cumplir los 90 años, el 11 de enero de 2008, fue honrado con una recepción en la Fortaleza de Akershus a la que asistieron el rey Harald V y los demás miembros de la Familia Real.
En 2008 fue galardonado en Estados Unidos con la medalla Comando de Operaciones Especiales, siendo el primer hombre no estadounidense en recibirla.